# Fábio da Silva
Fábio Pereira da Silva (Petrópolis, Rio de Janeiro, 1990. július 9. –) brazil labdarúgó, a Grêmio-ban játszik hátvédként. Ikertestvére, Rafael a Botafogo játékosa.

## Pályafutása

### Kezdeti évek
Fábio szülővárosa, Petrópolis egyik csapatában, a Boa Esperançában kezdett futballozni, eleinte középpályás volt, csak később került egy sorral hátrébb, a védelembe. 11 évesen a Fluminenséhez került, ahol 2005-ben a Manchester United egyik megfigyelője felfigyelt rá és testvérére. A Vörös Ördögöknek 2007-ben sikerült megegyezniük az ikerpárral és csapatukkal. Fábio és Rafael 2008 januárjában igazoltak a Unitedhez. Mint később kiderült, az Arsenal is szerette volna megszerezni őket, de ehhez engedély nélkül kellett volna Londonba utazniuk, amit édesanyjuk nem engedett.

### Manchester United
Fábio 2008. augusztus 4-én lépett először pályára a Manchester Unitedben, amikor félidőben váltotta Patrice Evrát egy Peterborough United elleni barátságos meccsen. Olyan jól teljesített, hogy a Today című lap azt írta róla: "A Manchester United végre megtalálta, akit keresett." Augusztus 28-án, a Portsmouth elleni bajnokira Sir Alex Ferguson a cserepadra ültette, de végül nem küldte pályára. Tétmeccsen 2009 januárjában játszott először, csereként beállva vette ki a részét a Tottenham Hotspur legyőzéséből az FA Kupában.

### A válogatottban
Rafael testvérével együtt részt vett a 2007-es U17-es vb-n, ahol két gólt szerzett. A brazil felnőtt válogatottban két alkalommal szerepelt.

## Sikerei, díjai

### Manchester United
- Angol bajnok: 2010–11
- Angol szuperkupa győztes: 2010

### Válogatott
- Dél-amerikai U17-es labdarúgó-bajnokság győztese: 2007

## Külső hivatkozások
- Fábio da Silva pályafutásának statisztikái a Soccerbase oldalon (angolul)

- Fábio da Silva adatlapja a Manchester United honlapján